# Gran Premio Joaquín V. González
El Gran Premio Joaquín V. González es el clásico más importante para caballos milleros que se disputa en el Hipódromo de La Plata, sobre pista de arena y convoca a todo caballo de 3 años y más edad, oriundos de cualquier país, a peso por edad. Está catalogado como un certamen de Grupo 1 en la escala internacional.
Su nombre ha sido puesto en honor al escritor, político y jurista Joaquín Víctor González, fundador de la Universidad de La Plata. Esta competencia se lleva a cabo como complemento del Gran Premio Internacional Dardo Rocha, en la jornada de festejos por el aniversario de La Plata cada 19 de noviembre.
A partir del año 2024 bajó su categoría a Grupo 2, pasando de ser "Gran Premio Internacional Joaquín V. González (G1)" a "Clásico Joaquín V. González (G2)".

## Últimos ganadores del Gran Premio Joaquín V. González
| Año  | Ganador         | País | Jockey                  | País | Padre              | País | Madre            | País | Criador                            | Caballeriza               | Colores            |
| ---- | --------------- | ---- | ----------------------- | ---- | ------------------ | ---- | ---------------- | ---- | ---------------------------------- | ------------------------- | ------------------ |
| 2024 | Unico Happy     |      | Eduardo Ortega Pavón    |      | Hi Happy           |      | Union Sovietica  |      | Haras La Providencia               | Haras El Ángel De Venecia |                    |
| 2023 | Tomasito Leon   |      | Francisco Gonçalves     |      | Hurricane Cat      |      | Langostura       |      | Haras De La Pomme                  | Parque Patricios          |                    |
| 2022 | Don Empeño      |      | William Pereyra         |      | Exchange Rate      |      | Doña Ley         |      | Haras San Benito                   | San Benito                |                    |
| 2021 | Don Empeño      |      | Francisco Gonçalves     |      | Exchange Rate      |      | Doña Ley         |      | Haras San Benito                   | San Benito                |                    |
| 2020 | Asiatic Till    |      | José Aparecido Da Silva |      | Asiatic Boy        |      | Tilly Glory      |      | Haras Firmamento                   | Anaxor                    |                    |
| 2019 | Atiko Rye       |      | María Luján Ascóniga    |      | Catcher In The Rye |      | Stormy Atorranta |      | Haras La Biznaga                   | El Gruñon                 | Horse racing silks |
| 2018 | City Wonder     |      | Francisco Gonçalves     |      | Grand Reward       |      | City Farm        |      | Haras La Quebrada                  | Los Jose                  | Horse racing silks |
| 2017 | Emerging Talent |      | Eduardo Ortega Pavón    |      | Broken Wow         |      | Truth Seeking    |      | Haras Rio Dos Irmaos               | La Peladilla              | Horse racing silks |
| 2016 | Fantastic Four  |      | Francisco Gonçalves     |      | Forestry           |      | Fanny Doll       |      | Haras Santa María de Araras        | Ri-Ca                     | Horse racing silks |
| 2015 | Fantastic Four  |      | Horacio Betansos        |      | Forestry           |      | Fanny Doll       |      | Haras Santa María de Araras        | Ri-Ca                     | Horse racing silks |
| 2014 | Furious Key     |      | Facundo Coria           |      | Key Deputy         |      | Figuraza         |      | Haras El Alfalfar                  | El Alfalfar               | Horse racing silks |
| 2013 | Dont Worry      |      | Rodrigo Blanco          |      | Sultry Song        |      | Even Better      |      | Haras Rodeo Chico y René Ayub      | C.A.R.                    | Horse racing silks |
| 2012 | Ingrediente     |      | Edwin Talaverano        |      | Lucky Roberto      |      | Sangre Fría      |      | Haras Santa Victoria               | La Campana                | Horse racing silks |
| 2011 | Busy Guy        |      | Adrián Giannetti        |      | Val Royal          |      | Potra Burn       |      | Haras La Madrugada                 | Video Show                | Horse racing silks |
| 2010 | Inter Red       |      | José Ricardo Méndez     |      | Rincón Red         |      | Mita             |      | Haras Los Paraísos                 | Los Paraísos              | Horse racing silks |
| 2009 | Conocedor       |      | Andrea Marinhas         |      | Colonial Affair    |      | Istiara          |      | Haras El Paraíso                   | S. de B.                  | Horse racing silks |
| 2008 | King of Sale    |      | Pablo Falero            |      | Not For Sale       |      | Royal Di         |      | Haras Arroyo de Luna               | Ana Ruth                  | Horse racing silks |
| 2007 | Secretario Plan |      | Francisco Arreguy       |      | Silver Planet      |      | Secretariana     |      | Haras Capricornio                  | Capricornio               | Horse racing silks |
| 2006 | Oxigenada       |      | Fernando Lemma          |      | Ibero              |      | Aguili           |      | Sergio Cecchi                      | Don Elido                 | Horse racing silks |
| 2005 | Ibero Coeur     |      | Damián Ramella          |      | Ibero              |      | Atout Coeur      |      | Inés Menéndez Behety               | La Suelta                 | Horse racing silks |
| 2004 | Forty Fabuloso  |      | José Ricardo Méndez     |      | Roar               |      | Batty Fabulosa   |      | Haras La Biznaga                   | El Tute                   | Horse racing silks |
| 2003 | Eclipse West    |      | Néstor Oviedo           |      | Westbridge         |      | Legitime         |      | Haras Las Telas                    | Las Telas                 | Horse racing silks |
| 2002 | Don Cartero     |      | Jorge Valdivieso        |      | Lode               |      | Caieta           |      | Haras San Benito                   | San Benito                | Horse racing silks |
| 2001 | Bon Vivant      |      | Juan José Paulé         |      | Southern Halo      |      | Briefly          |      | Haras Las Ortigas                  | Car-Jul                   | Horse racing silks |
| 2000 | Last Parade     |      | Juan José Paulé         |      | Parade Marshal     |      | Last Call        |      | Haras Firmamento                   | Sólo Por Hoy              | Horse racing silks |
| 1999 | Joup            |      | Rubén Laitán            |      | Catskill           |      | Zendy            |      | Sucesión de Julio Menéndez Prendez | Identic                   | Horse racing silks |
| 1998 | Di Escorpión    |      | Néstor Oviedo           |      | Digression         |      | The Twins        |      | Haras La Irenita                   | Cosa Nostra               | Horse racing silks |
| 1997 | Diegol          |      | Juan Jarcovsky          |      | Capo Máximo        |      | Dalma Nerea      |      | Héctor del Piano                   | La Bombonera              | Horse racing silks |
| 1996 | No se disputó   |      |                         |      |                    |      |                  |      |                                    |                           |                    |
| 1995 | Fair Violín     |      | Miguel García           |      | Fatly              |      | Viola            |      | Haras Income                       | La Titina                 | Horse racing silks |